# Fosterlandet kallar

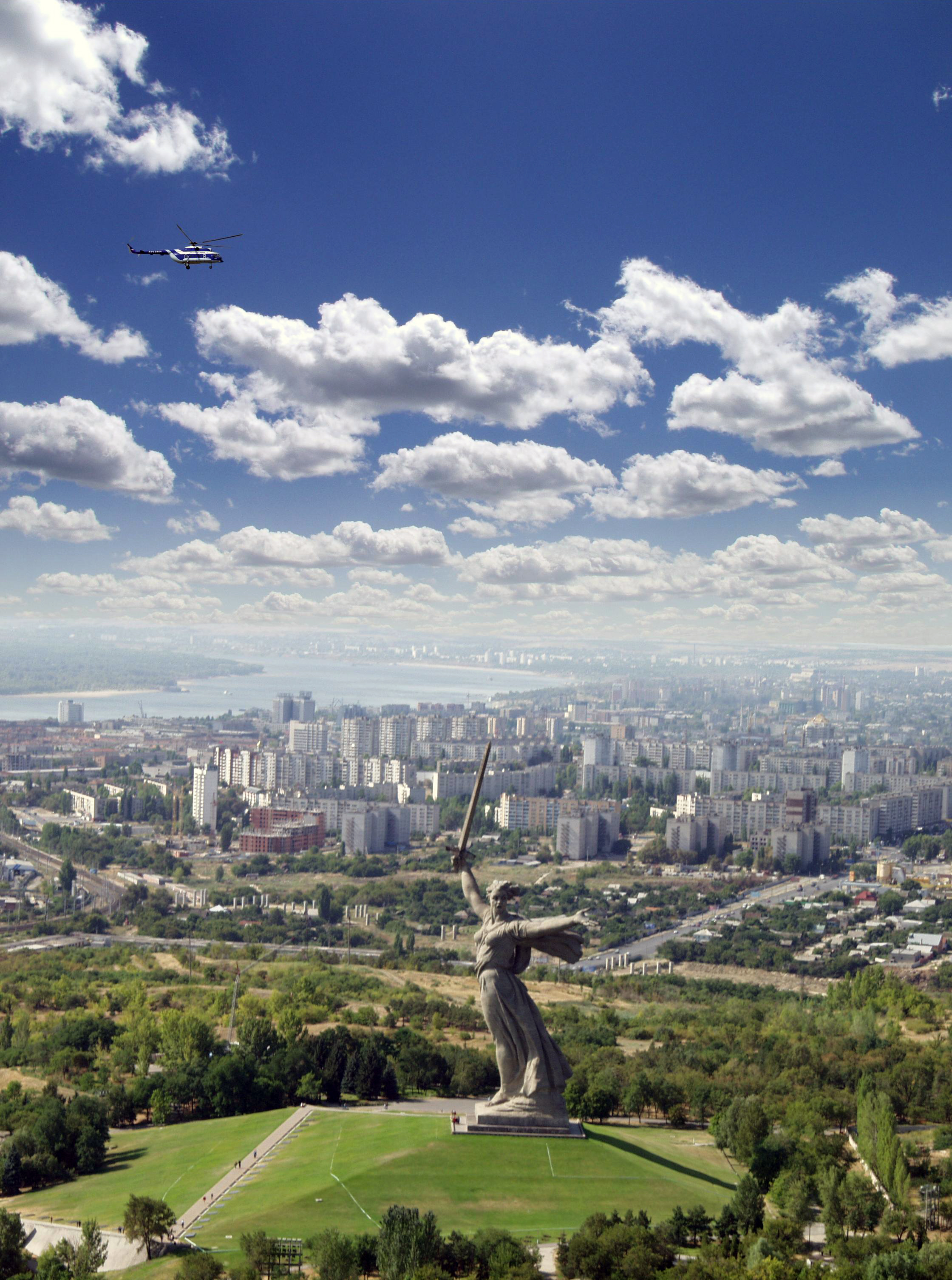

Fosterlandet kallar, på ryska Родина-мать зовёт!, är en skulptur på Mamajev Kurgan i Volgograd i Ryssland, som är rest till minne av slaget vid Stalingrad. Den var, när den invigdes 1967, den största i världen.